# Diego Marani
Pour l’article homonyme, voir Diego Marani (athlétisme).
Diego Marani, né en 1959 à Ferrare (Italie), est un écrivain, traducteur et journaliste italien.

## Biographie
En 1996, traducteur au Conseil de l'Union européenne, Diego Marani inventa l'europanto, une langue internationale ironique. Il l'utilise dans un livre humoristique, Las adventures des inspector Cabillot, paru en France.
Son roman Nouvelle grammaire finnoise a été traduit dans plusieurs langues et a reçu en Italie le prix littéraire Grinzane-Cavour. Il est l'auteur d'autres romans : L'ultimo dei Vostiachi, L'interprete, Il Compagno di scuola. En tant qu'essayiste, Diego Marani a écrit A Trieste con Svevo et Come ho imparato le lingue. Il écrit régulièrement dans les pages culturelles du quotidien italien Il Sole 24 Ore.